# HD 195206
HD 195206，又名CD-2917122，SAO 189374、HR 7832，是一颗恒星，视星等为6.39，位于銀經14.42，銀緯-33.29，其B1900.0坐标为赤經20h 24m 49.4s，赤緯-29° -33.29′ 51″。